# Kobresia burangensis
Kobresia burangensis là loài thực vật có hoa trong họ Cói. Loài này được Y.C.Yang mô tả khoa học đầu tiên năm 1987.